# Väinö Lehmus
Väinö Armas Lehmus (ursprungligen Lind), född 1 november 1886 Lembois, död 6 april 1936 i Lojo, var en finländsk kuplettsångare, sångtextförfattare och skådespelare. Han var gift med skådespelaren Hildur Lehmus från år 1912 och var bror till skådespelaren Saima Lehmus.
Lehmus far var skräddare och han började studera vid Tammerfors affärsskola. Till en början drev Lehmus en affärsrörelse och inledde sin skådespelarkarriär vid Tammerfors teater 1906. Han verkade som ledare för diverse teatrar under sin karriär och arbetade även som regissör vid Viborgs arbetarteater 1927–1928.
Under 1910-talet gjorde Lehmus turnéer runt om i Finland tillsammans med Iivari Kainulainen. Duon uppträdde då restauranger och biografer. Åren 1912-1913 gjorde Lehmus 19 skivinspelningar och medverkade i fem filmer mellan 1920 och 1921.

## Filmografi[2]
- Ylioppilas Pöllövaaran kihlaus, 1920
- Sotagulashi Kaiun häiritty kesäloma, 1920
- Kilu-Kallen ja Mouku-Franssin kosioretki, (samt manus) 1920
- Kun solttu-Juusosta tuli herra, (samt manus) 1921
- Sunnuntaimetsästäjät, 1921